# Edward Maria Adolf Stadnicki
Edward Maria Adolf Stadnicki herbu Szreniawa bez Krzyża (ur. 17 czerwca 1817 w Nawojowej, zm. 26 maja 1902) – polski ziemianin, członek Sejmu Stanowego, dożywotni Członek Izby Panów austriackiej Rady Państwa, poseł do Sejmu Krajowego Galicyjskiego we Lwowie (1877-1882), kawaler Orderu Żelaznej Korony II klasy.

## Życiorys
Ojcem jego był Jan Kanty Edward Stadnicki. Uczył się u jezuitów w Tarnopolu, następnie studiował ekonomię w Oksfordzie. W młodości w 1840 występował w amatorskim teatrze we Lwowie. Od 1842 był członkiem Sejmu Stanowego galicyjskiego z grona magnatów. 1 października 1842 otrzymał godność c.k. podkomorzego (szambelana). W 1844 brał udział w założeniu Galicyjskiej Kasy Oszczędności, w latach 1844-1868 był członkiem jej Wielkiego Wydziału. W czasie rewolucji 1848 należał do lwowskiego Stowarzyszenia Ziemiańskiego. Działał w Komitecie Towarzystwa Gospodarczo-Rolniczego w Krakowie, a następnie  w Galicyjskim Towarzystwie Gospodarskim we Lwowie. Niechętny wobec powstania styczniowego, naraził się na upomnienie Wydziału Skarbu Rządu Narodowego udzielone w kwietniu 1864 za niepłacenie składki na cele powstańcze. Do czynniejszego życia politycznego włączył się Stadnicki dopiero w okresie autonomii galicyjskiej. W 1867 został z kurii wielkiej własności członkiem Rad Powiatowych w Nowym Sączu (do 1869) i Mościskach, gdzie w latach 1870–1878 był także prezesem Wydziału Powiatowego. W latach 1868–1870 wybierano go na delegata do ogólnego zgromadzenia galicyjskiego Towarzystwa Kredytowego Ziemskiego. W tym okresie, z uwagi na edukację szkolną dzieci, mieszkał wraz z rodziną w Krakowie. 17 kwietnia 1873 otrzymał austriacki Order Żelaznej Korony II klasy. Wiele uwagi poświęcał administrowaniu dóbr nawojowskich, gdzie oprócz gospodarki leśnej rozwijał produkcję wyrobów z żelaza. W 1877 obrano go posłem do Sejmu Krajowego Galicji z kurii gmin wiejskich w okręgu Mościska. Przewodniczył sejmowej komisji lustracyjnej, często był urlopowany. 19 lutego 1881 otrzymał nominację cesarską na dożywotniego członka austriackiej Izby Panów. Z okazji 600-lecia śmierci błogosławionej Kingi w  1892 ofiarował srebrną trumienkę na jej relikwie klaryskom w Starym Sączu. Ufundował w latach 1894–1898 kościół w Nawojowej.Zmarł we Frain an der Thays W czerwcu 1911 zwłoki Stadnickiego i jego żony Ludgardy zmarłej w kwietniu 1911 zostały przewiezione do Charzewic koło Krysowic i pochowane w grobowcu Mniszków, obecnie spoczywają w grobowcu Stadnickich w Nawojowej.

## Rodzina
25 listopada  1845 ożenił się z Ludgardą z Mniszków, która w posagu wniosła mu majątek Krysowice z tamtejszym pałacem oraz dobra Frain an der Thays. Z tego małżeństwa na świat przyszło troje dzieci:
- Stanisław Jan Kanty Stadnicki (1848-1915) ziemianin, poseł na Sejm Krajowy Galicyjski, dożywotni członek austriackiej Izby Panów
- Edward Adam Stadnicki, ożeniony z Heleną Marią Sapieżanką (dziedzic dóbr nawojowskich i vranovskich),
- Helena Stadnicka, zamężna z Józefem Krasińskim, prowadziła szeroką działalność filantropijną w Warszawie, była matką Edwarda Krasiskiego